# Kirguistán en los Juegos Paralímpicos de Río de Janeiro 2016
Kirguistán estuvo representado en los Juegos Paralímpicos de Río de Janeiro 2016 por tres deportistas masculinos. El equipo paralímpico kirguís no obtuvo ninguna medalla en estos Juegos.